# Johan II av Brandenburg

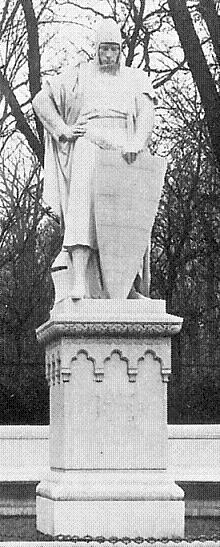
Johan II, staty av Reinhold Felderhoff (1900), tidigare placerad i Siegesallee.

Johan II av Brandenburg, född omkring 1237, död 10 september 1281, var markgreve och medregent av markgrevskapet Brandenburg från 1266 till sin död, samt herre till Crossen (nuv. Krosno Odrzańskie) i Neumark.
Han var äldste son till markgreven Johan I av Brandenburg (omkr. 1213-1266) och Sofia av Danmark (1217–1247), och därmed dotterson till kung Valdemar Sejr av Danmark och Berengaria av Portugal. Vid faderns död 1266 blev han medregent i Brandenburg tillsammans med de yngre bröderna Otto IV och Konrad I, där Otto IV intog en ledande roll.
Johan avled 1281 och begravdes i Chorins kloster, som han tillsammans med sina bröder hade låtit flytta till den nuvarande platsen och vid denna tidpunkt fortfarande var under uppförande. Beslutet om flytten finns i ett bevarat dokument från 1273, med alla tre brödernas sigill.
I jämförelse med den politiskt aktive brodern Otto IV finns relativt lite källmaterial om Johan II bevarat, men han ärades med en staty i Siegesallee 1900. Denna finns idag uppställd i skadat skick i Zitadelle Spandau i Berlin. En reliefavbildning från 1909 av statyn  finns bevarad på huset i gathörnet Markgrafenstrasse/Mariendorfer Damm i stadsdelen Mariendorf i Berlin.

## Familj
Johan gifte sig omkring år 1260 med Hedvig av Werle (1243-1287), dotter till Nikolaus I av Werle och Jutta av Anhalt. Deras barn var:
- Konrad II av Brandenburg (1261–1308)
- Johan av Brandenburg (1263–1292), biskop av Havelberg.